# MLB 2014
Die MLB-Saison 2014, die 113. Saison der Major League Baseball, wurde am 22. März 2014 mit dem Eröffnungsspiel zwischen den Los Angeles Dodgers und den Arizona Diamondbacks im australischen Sydney eröffnet, welches die Dodgers mit 3–1 gewannen.
Während der Regular Season kämpften 30 Mannschaften in je 162 Spielen um den Einzug in die Play-offs. Jede Mannschaft bestritt 142 Innerleague- und 20 Interleague-Spiele. Die World Series 2014 wurde vom 21. bis zum 29. Oktober ausgetragen. Titelverteidiger waren die Boston Red Sox, die die World Series 2013 für sich entscheiden konnten.
Das MLB All-Star Game 2014 wurde am 15. Juli 2014 im Target Field, dem Stadion der Minnesota Twins in Minneapolis, ausgetragen. Die siegreiche Liga, die American League, hatte Heimrecht in der World Series.

## Teilnehmende Teams
Für die Saison 2014 wurden von der MLB keinerlei Änderungen bezüglich teilnehmender Franchises bzw. Ligen- und Divisionszuordnungen vorgenommen.
| American League   |                    |                        |
| East              | Central            | West                   |
| Boston Red Sox    | Detroit Tigers     | Oakland Athletics      |
| Tampa Bay Rays    | Cleveland Indians  | Texas Rangers          |
| Baltimore Orioles | Kansas City Royals | L.A. Angels of Anaheim |
| New York Yankees  | Minnesota Twins    | Seattle Mariners       |
| Toronto Blue Jays | Chicago White Sox  | Houston Astros         |

| National League       |                     |                      |
| East                  | Central             | West                 |
| Atlanta Braves        | St. Louis Cardinals | Los Angeles Dodgers  |
| Washington Nationals  | Pittsburgh Pirates  | Arizona Diamondbacks |
| New York Mets         | Cincinnati Reds     | San Diego Padres     |
| Philadelphia Phillies | Milwaukee Brewers   | San Francisco Giants |
| Miami Marlins         | Chicago Cubs        | Colorado Rockies     |

* Sortiert entsprechend der Vorjahresplatzierungen in den jeweiligen Divisionen. Grün eingefärbt sind die Teams, die sich im Vorjahr für die Postseason qualifizieren konnten.

## Spring Training
Am 21. Februar 2014 beginnt die Saisonvorbereitung der MLB, das sogenannte Spring Training, bei dem die Teams in der Grapefruit League und der Cactus League neue Spieler testen, aber auch ihre angestrebten Stammformationen einspielen. Die letzte Partie des Spring Training findet am 30. März 2014 statt. 

### Tabellen des Spring Training 2014
Die in den Tabellen der Cactus und Grapefruit League blau markierten Teams sind Mitglieder der National League, die rot markierten spielen in der American League.

Stand: 30. März 2014
| Pos. | Team                 | W  | L  | %    | GB  |
| ---- | -------------------- | -- | -- | ---- | --- |
|      | Cleveland Indians    | 20 | 9  | .690 | –   |
|      | L.A. Angels          | 19 | 11 | .633 | 1.5 |
|      | Seattle Mariners     | 18 | 12 | .600 | 2.5 |
|      | San Francisco Giants | 17 | 12 | .586 | 3.0 |
|      | Oakland Athletics    | 15 | 13 | .536 | 4.5 |
|      | Colorado Rockies     | 15 | 14 | .517 | 5.0 |
|      | Arizona Diamondbacks | 12 | 13 | .480 | 6.0 |
|      | San Diego Padres     | 11 | 13 | .458 | 6.5 |
|      | Chicago Cubs         | 15 | 18 | .455 | 7.0 |
|      | Cincinnati Reds      | 14 | 17 | .452 | 7.0 |
|      | Kansas City Royals   | 12 | 16 | .429 | 7.5 |
|      | Milwaukee Brewers    | 13 | 18 | .419 | 8.0 |
|      | Texas Rangers        | 10 | 17 | .370 | 9.0 |
|      | Chicago White Sox    | 9  | 14 | .391 | 8.0 |
|      | L.A. Dodgers         | 7  | 12 | .368 | 8.0 |

| Pos. | Team                  | W  | L  | %    | GB  |
| ---- | --------------------- | -- | -- | ---- | --- |
|      | Tampa Bay Rays        | 16 | 7  | .696 | –   |
|      | Miami Marlins         | 18 | 12 | .600 | 1.5 |
|      | Pittsburgh Pirates    | 15 | 10 | .600 | 2.0 |
|      | Baltimore Orioles     | 13 | 9  | .591 | 2.5 |
|      | New York Yankees      | 17 | 12 | .586 | 2.0 |
|      | Detroit Tigers        | 15 | 12 | .556 | 3.0 |
|      | Toronto Blue Jays     | 16 | 13 | .552 | 3.0 |
|      | Washington Nationals  | 15 | 13 | .536 | 3.5 |
|      | New York Mets         | 14 | 16 | .467 | 5.5 |
|      | St. Louis Cardinals   | 11 | 13 | .458 | 5.5 |
|      | Houston Astros        | 12 | 15 | .444 | 6.0 |
|      | Atlanta Braves        | 12 | 18 | .400 | 7.5 |
|      | Boston Red Sox        | 11 | 17 | .393 | 7.5 |
|      | Minnesota Twins       | 9  | 16 | .360 | 8.0 |
|      | Philadelphia Phillies | 9  | 18 | .333 | 9.0 |

 W = Wins (Siege), L = Loss (Niederlagen), % = Winning Percentage, GB = Games Behind (Rückstand auf Führenden: Zahl der notwendigen Niederlagen des Führenden bei gleichzeitigem eigenen Sieg) 

## Reguläre Saison

### Kurzerklärung Spielbetrieb und Tabellenaufbau
Die AL und die NL sind jeweils für den Spielbetrieb in drei Divisionen unterteilt. Die Zuordnung erfolgt nach regionalen Kriterien: East, Central und West Division. Der Spielbetrieb läuft vom 22. März bis zum 28. September 2014.
Die Tabellenplatzierungen sind für das Erreichen der Postseason verantwortlich: Die drei jeweiligen Divisionssieger und die nach Winning Percentage beiden weiteren besten Teams tragen in drei Runden die Meisterschaft in der American beziehungsweise National League aus. Die jeweiligen Meister treffen dann in der World Series aufeinander.
Die Rangfolge der Mannschaften in der Tabelle ergibt sich während der Saison grundsätzlich aus dem aktuellen Verhältnis von Siegen zu Spielen insgesamt als sogenannte Winning Percentage. Der Grund hierfür liegt in der ungleichmäßigen Verteilung der Spiele über den Kalender, so dass manche Mannschaften zwischenzeitlich drei oder mehr Spiele mehr ausgetragen haben als andere. Damit wird zum Beispiel die Bilanz eines Teams A mit 15 Siegen und 15 Niederlagen (.500 als entsprechende Percentage ausgedrückt) für exakt gleichwertig erachtet mit der Bilanz eines Teams B, das zum gleichen Zeitpunkt 16 Siege und 16 Niederlagen erzielte. Für die Abschlusstabellen ist dies jedoch ohne Belang, da zum Saisonende alle Mannschaften die seit 1961 üblichen 162 Saisonspiele ausgetragen haben. Deshalb reicht die Angabe von Siegen und Niederlagen (Unentschieden sind unüblich). 
Mit der Angabe GB (Games Behind) wird dokumentiert, wie groß der Rückstand eines Verfolgers auf den Tabellenersten ist. Hiermit wird ausgedrückt, wie viele Siege der Verfolger bei gleichzeitiger Niederlage des Führenden theoretisch bräuchte, um Gleichstand zu erreichen. Die Angabe GB wird auf 0.5 Spiele genau ausgedrückt: Hat zum Beispiel Mannschaft A 10 Siege und 5 Niederlagen, Mannschaft B hingegen 9 Siege und 5 Niederlagen, würde bereits ein eigener Sieg (ohne Niederlage von A) zu Tabellengleichstand führen.
Um die Entwicklung während der Saison zumindest anzudeuten, wurden die Tabellenpositionen der Mannschaften Ende April und Ende Mai festgehalten. Als weiterer Meilenstein dient die All-Star-Break, die Pause im Spielbetrieb anlässlich des All-Star-Game; ähnlich der Herbstmeisterschaft im Fußball wird so zur Saisonmitte ein Zwischenstand ermittelt. Die letzte Zwischeninformation ist eher willkürlich auf den Termin 31. August bezogen, um etwa vier Wochen vor Saisonende beurteilen zu können, inwieweit die jeweilige Division zu diesem Zeitpunkt bereits vorentschieden war oder gegebenenfalls der zu diesem Zeitpunkt Führende noch verdrängt wurde.

### Saisonverlauf der regulären Saison

#### American League

##### April
Zum 30. April ergaben sich in der American League folgende Platzierungen:
| East Division |                   |    |    |      |     |
| PS            | Franchise         | W  | L  | %    | GB  |
| 3             | New York Yankees  | 15 | 11 | .577 | −   |
|               | Baltimore Orioles | 12 | 12 | .500 | 2   |
|               | Boston Red Sox    | 13 | 14 | .481 | 2.5 |
|               | Toronto Blue Jays | 12 | 15 | .444 | 3.5 |
|               | Tampa Bay Rays    | 11 | 16 | .407 | 4.5 |

| Central Division |                    |    |    |      |     |
| PS               | Franchise          | W  | L  | %    | GB  |
| 2                | Detroit Tigers     | 14 | 9  | .609 | −   |
| WC               | Kansas City Royals | 14 | 12 | .538 | 1.5 |
|                  | Minnesota Twins    | 12 | 12 | .500 | 2.5 |
|                  | Chicago White Sox  | 14 | 15 | .483 | 3   |
|                  | Cleveland Indians  | 11 | 17 | .393 | 5.5 |

| West Division |                    |    |    |      |     |
| PS            | Franchise          | W  | L  | %    | GB  |
| 1             | Oakland Athletics  | 18 | 10 | .643 | −   |
| WC            | Texas Rangers      | 15 | 13 | .536 | 3   |
|               | Los Angeles Angels | 14 | 13 | .519 | 3.5 |
|               | Seattle Mariners   | 11 | 14 | .440 | 5.5 |
|               | Houston Astros     | 9  | 19 | .321 | 9   |

 PS = Postseason; Zahl = Rang auf Setzliste bzw. WC = Wild Card (beste zwei Mannschaften nach den Divisionssiegern)

W = Wins (Siege), L = Losses (Niederlagen), % = Winning Percentage, GB = Games Behind (Rückstand auf Führenden: Zahl der notwendigen Niederlagen des Führenden bei gleichzeitigem eigenen Sieg) 

##### Mai
Zum 31. Mai  ergaben sich in der American League folgende Platzierungen:
| East Division |                   |    |    |      |     |
| PS            | Franchise         | W  | L  | %    | GB  |
| ▲3            | Toronto Blue Jays | 33 | 24 | .579 | −   |
| ▼WC           | New York Yankees  | 29 | 25 | .537 | 2.5 |
| ▼             | Baltimore Orioles | 27 | 27 | .500 | 4.5 |
| ▼             | Boston Red Sox    | 26 | 29 | .473 | 6   |
|               | Tampa Bay Rays    | 23 | 33 | .411 | 9.5 |

| Central Division |                    |    |    |      |     |
| PS               | Franchise          | W  | L  | %    | GB  |
| 2                | Detroit Tigers     | 31 | 21 | .596 | −   |
| ▲                | Chicago White Sox  | 28 | 29 | .491 | 5.5 |
| ▼                | Kansas City Royals | 26 | 29 | .473 | 6.5 |
| ▼                | Minnesota Twins    | 25 | 28 | .472 | 6.5 |
|                  | Cleveland Indians  | 26 | 30 | .464 | 7   |

| West Division |                    |    |    |      |      |
| PS            | Franchise          | W  | L  | %    | GB   |
| 1             | Oakland Athletics  | 34 | 22 | .607 | −    |
| ▲WC           | Los Angeles Angels | 30 | 25 | .545 | 3.5  |
| ▼             | Texas Rangers      | 28 | 28 | .500 | 6    |
|               | Seattle Mariners   | 27 | 28 | .491 | 6.5  |
|               | Houston Astros     | 24 | 33 | .421 | 10.5 |

Pfeile: ▲ Verbesserung ggü. April, ▼ Verschlechterung ggü. April, sonst siehe AL April 

##### Juni bis All-Star Break
Bis zum All-Star-Break (15. Juli 2014) ergaben sich in der AL folgende Platzierungen:
| East Division |                   |    |    |      |     |
| PS            | Franchise         | W  | L  | %    | GB  |
| ▲ 3           | Baltimore Orioles | 52 | 42 | .553 | −   |
| ▼WC           | Toronto Blue Jays | 49 | 47 | .510 | 4   |
| ▼             | New York Yankees  | 47 | 47 | .500 | 5   |
| ▲             | Tampa Bay Rays    | 44 | 53 | .454 | 9.5 |
| ▼             | Boston Red Sox    | 43 | 52 | .453 | 9.5 |

| Central Division |                    |    |    |      |      |
| PS               | Franchise          | W  | L  | %    | GB   |
| 2                | Detroit Tigers     | 53 | 38 | .582 | −    |
| ▲                | Kansas City Royals | 48 | 46 | .511 | 6.5  |
| ▲                | Cleveland Indians  | 47 | 47 | .500 | 7.5  |
|                  | Minnesota Twins    | 44 | 50 | .468 | 10.5 |
| ▼                | Chicago White Sox  | 45 | 51 | .469 | 10.5 |

| West Division |                    |    |    |      |      |
| PS            | Franchise          | W  | L  | %    | GB   |
| 1             | Oakland Athletics  | 59 | 36 | .621 | −    |
| WC            | Los Angeles Angels | 57 | 37 | .606 | 1.5  |
| ▲             | Seattle Mariners   | 51 | 44 | .537 | 8    |
| ▲             | Houston Astros     | 40 | 56 | .417 | 19.5 |
| ▼             | Texas Rangers      | 38 | 57 | .400 | 21   |

 Pfeile: ▲ Verbesserung ggü. Mai, ▼ Verschlechterung ggü. Mai, Erläuterungen: siehe AL April 

##### Zweite Julihälfte und August
Zum 31. August ergaben sich in der AL folgende Platzierungen:
| East Division |                   |    |    |      |      |
| PS            | Franchise         | W  | L  | %    | GB   |
| 2             | Baltimore Orioles | 79 | 56 | .585 | −    |
| ▲             | New York Yankees  | 70 | 65 | .519 | 9    |
| ▼             | Toronto Blue Jays | 69 | 67 | .507 | 10.5 |
|               | Tampa Bay Rays    | 66 | 71 | .482 | 14   |
|               | Boston Red Sox    | 60 | 76 | .441 | 19.5 |

| Central Division |                    |    |    |      |      |
| PS               | Franchise          | W  | L  | %    | GB   |
| ▲3               | Kansas City Royals | 74 | 61 | .548 | −    |
| ▼WC              | Detroit Tigers     | 74 | 62 | .544 | 0.5  |
|                  | Cleveland Indians  | 70 | 64 | .522 | 3.5  |
| ▲                | Chicago White Sox  | 62 | 75 | .453 | 13   |
| ▼                | Minnesota Twins    | 59 | 77 | .434 | 15.5 |

| West Division |                    |    |    |      |     |
| PS            | Franchise          | W  | L  | %    | GB  |
| ▲1            | Los Angeles Angels | 83 | 53 | .610 | −   |
| ▼WC           | Oakland Athletics  | 78 | 58 | .574 | 5   |
|               | Seattle Mariners   | 73 | 62 | .541 | 9.5 |
|               | Houston Astros     | 59 | 79 | .428 | 25  |
|               | Texas Rangers      | 53 | 83 | .390 | 30  |

 Pfeile: ▲ Verbesserung ggü. Juli, ▼ Verschlechterung ggü. Juli, Erläuterungen: siehe AL April 

##### September
Die Tabellen in der American League zeigen folgendes Bild:
| East Division |                   |    |    |      |      |
| PS            | Franchise         | W  | L  | %    | GB   |
| 2             | Baltimore Orioles | 96 | 66 | .593 | –    |
|               | New York Yankees  | 84 | 78 | .519 | 12.0 |
|               | Toronto Blue Jays | 83 | 79 | .512 | 13.0 |
|               | Tampa Bay Rays    | 77 | 85 | .475 | 19.0 |
|               | Boston Red Sox    | 71 | 91 | .438 | 25.0 |

| Central Division |                    |    |    |      |      |
| PS               | Franchise          | W  | L  | %    | GB   |
| ▲3               | Detroit Tigers     | 90 | 72 | .556 | –    |
| ▼WC              | Kansas City Royals | 89 | 73 | .549 | 1.0  |
|                  | Cleveland Indians  | 85 | 77 | .525 | 5.0  |
|                  | Chicago White Sox  | 73 | 89 | .451 | 17.0 |
|                  | Minnesota Twins    | 70 | 92 | .432 | 20.0 |

| West Division |                    |    |    |      |      |
| PS            | Franchise          | W  | L  | %    | GB   |
| 1             | Los Angeles Angels | 98 | 64 | .605 | –    |
| WC            | Oakland Athletics  | 88 | 74 | .543 | 10.0 |
|               | Seattle Mariners   | 87 | 75 | .537 | 11.0 |
|               | Houston Astros     | 70 | 92 | .432 | 28.0 |
|               | Texas Rangers      | 67 | 95 | .414 | 31.0 |

 Pfeile: ▲ Verbesserung ggü. August, ▼ Verschlechterung ggü. August, Erläuterungen: siehe AL April 

#### National League

##### April
Zum 30. April ergaben sich in der National League folgende Platzierungen:
| East Division |                       |    |    |      |     |
| PS            | Franchise             | W  | L  | %    | GB  |
| 2             | Atlanta Braves        | 17 | 9  | .654 | −   |
| WC            | New York Mets         | 15 | 11 | .577 | 2   |
| WC            | Washington Nationals  | 16 | 12 | .571 | 2   |
|               | Philadelphia Phillies | 13 | 13 | .500 | 4   |
|               | Miami Marlins         | 13 | 14 | .481 | 4.5 |

| Central Division |                     |    |    |      |     |
| PS               | Franchise           | W  | L  | %    | GB  |
| 1                | Milwaukee Brewers   | 20 | 8  | .714 | −   |
|                  | St. Louis Cardinals | 15 | 14 | .517 | 5.5 |
|                  | Cincinnati Reds     | 12 | 15 | .444 | 7.5 |
|                  | Pittsburgh Pirates  | 10 | 16 | .385 | 9   |
|                  | Chicago Cubs        | 9  | 17 | .346 | 10  |

| West Division |                      |    |    |      |     |
| PS            | Franchise            | W  | L  | %    | GB  |
| 3             | San Francisco Giants | 17 | 11 | .607 | −   |
|               | Los Angeles Dodgers  | 15 | 12 | .556 | 1.5 |
|               | Colorado Rockies     | 16 | 13 | .552 | 1.5 |
|               | San Diego Padres     | 13 | 16 | .448 | 4.5 |
|               | Arizona Diamondbacks | 9  | 22 | .290 | 9.5 |

 Erklärungen: siehe AL 

##### Mai
Zum 31. Mai ergaben sich in der National League folgende Platzierungen:
| East Division |                       |    |    |      |     |
| PS            | Franchise             | W  | L  | %    | GB  |
| 3             | Atlanta Braves        | 30 | 25 | .545 | −   |
| ▲             | Miami Marlins         | 28 | 27 | .509 | 2   |
|               | Washington Nationals  | 27 | 27 | .500 | 2.5 |
| ▼             | New York Mets         | 26 | 29 | .473 | 4   |
| ▼             | Philadelphia Phillies | 24 | 29 | .453 | 5   |

| Central Division |                     |    |    |      |      |
| PS               | Franchise           | W  | L  | %    | GB   |
| 2                | Milwaukee Brewers   | 33 | 23 | .589 | −    |
| WC               | St. Louis Cardinals | 30 | 26 | .536 | 3    |
|                  | Cincinnati Reds     | 25 | 29 | .463 | 7    |
|                  | Pittsburgh Pirates  | 25 | 30 | .455 | 7.5  |
|                  | Chicago Cubs        | 20 | 33 | .377 | 11.5 |

| West Division |                      |    |    |      |     |
| PS            | Franchise            | W  | L  | %    | GB  |
| 1             | San Francisco Giants | 36 | 20 | .643 | −   |
| WC            | Los Angeles Dodgers  | 30 | 27 | .526 | 6.5 |
|               | Colorado Rockies     | 28 | 27 | .509 | 7.5 |
|               | San Diego Padres     | 26 | 30 | .464 | 10  |
|               | Arizona Diamondbacks | 23 | 35 | .397 | 14  |

 Pfeile: ▲ Verbesserung ggü. April, ▼ Verschlechterung ggü. April, sonst siehe AL April 

##### Juni bis All-Star Break
Bis zum All-Star-Break (15. Juli 2014) ergaben sich in der NL folgende Platzierungen:
| East Division |                       |    |    |      |     |
| PS            | Franchise             | W  | L  | %    | GB  |
| 3             | Atlanta Braves        | 52 | 43 | .547 | −   |
| ▲             | Washington Nationals  | 51 | 42 | .548 | −   |
| ▲             | New York Mets         | 45 | 50 | .474 | 7   |
| ▼             | Miami Marlins         | 44 | 50 | .468 | 7.5 |
|               | Philadelphia Phillies | 42 | 53 | .442 | 10  |

| Central Division |                     |    |    |      |     |
| PS               | Franchise           | W  | L  | %    | GB  |
| 2                | Milwaukee Brewers   | 53 | 43 | .552 | −   |
| WC               | St. Louis Cardinals | 52 | 44 | .542 | 1   |
|                  | Cincinnati Reds     | 51 | 44 | .537 | 1.5 |
|                  | Pittsburgh Pirates  | 49 | 46 | .516 | 3.5 |
|                  | Chicago Cubs        | 40 | 54 | .426 | 12  |

| West Division |                      |    |    |      |      |
| PS            | Franchise            | W  | L  | %    | GB   |
| ▲ 1           | Los Angeles Dodgers  | 54 | 43 | .557 | −    |
| ▼WC           | San Francisco Giants | 52 | 43 | .547 | 1    |
| ▲             | San Diego Padres     | 41 | 54 | .432 | 12   |
| ▼             | Colorado Rockies     | 40 | 55 | .421 | 13   |
|               | Arizona Diamondbacks | 40 | 56 | .417 | 13.5 |

 Pfeile: ▲ Verbesserung ggü. Mai, ▼ Verschlechterung ggü. Mai, sonst siehe AL April 

##### Zweite Julihälfte und August
Zum 31. August ergaben sich in der NL folgende Platzierungen:
| East Division |                       |    |    |      |      |
| PS            | Franchise             | W  | L  | %    | GB   |
| ▲1            | Washington Nationals  | 77 | 58 | .570 | −    |
| ▼WC           | Atlanta Braves        | 72 | 65 | .526 | 6    |
| ▲             | Miami Marlins         | 66 | 69 | .489 | 11   |
| ▼             | New York Mets         | 64 | 73 | .467 | 14   |
|               | Philadelphia Phillies | 62 | 74 | .456 | 15.5 |

| Central Division |                     |    |    |      |      |
| PS               | Franchise           | W  | L  | %    | GB   |
| 3                | Milwaukee Brewers   | 73 | 63 | .537 | −    |
| 3                | St. Louis Cardinals | 73 | 63 | .537 |      |
| ▲                | Pittsburgh Pirates  | 71 | 65 | 522  | 2    |
| ▼                | Cincinnati Reds     | 66 | 71 | .482 | 7.5  |
|                  | Chicago Cubs        | 61 | 76 | .445 | 12.5 |

| West Division |                      |    |    |      |      |
| PS            | Franchise            | W  | L  | %    | GB   |
| 2             | Los Angeles Dodgers  | 77 | 60 | .562 | −    |
| WC            | San Francisco Giants | 74 | 62 | .544 | 2.5  |
|               | San Diego Padres     | 64 | 71 | .474 | 12   |
| ▲             | Arizona Diamondbacks | 57 | 79 | .419 | 19.5 |
| ▼             | Colorado Rockies     | 54 | 82 | .397 | 22.5 |

 Pfeile: ▲ Verbesserung ggü. Juli, ▼ Verschlechterung ggü. Juli, sonst siehe AL April 

##### September
Die Tabellen in der National League zeigen folgendes Bild:
| East Division |                       |    |    |      |      |
| PS            | Franchise             | W  | L  | %    | GB   |
| 1             | Washington Nationals  | 96 | 66 | .593 | –    |
|               | Atlanta Braves        | 79 | 83 | .488 | 17.0 |
| ▲             | New York Mets         | 79 | 83 | .488 | 17.0 |
| ▼             | Miami Marlins         | 77 | 85 | .475 | 19.0 |
|               | Philadelphia Phillies | 73 | 89 | .451 | 23.0 |

| Central Division |                     |    |    |      |      |
| PS               | Franchise           | W  | L  | %    | GB   |
| ▲3               | St. Louis Cardinals | 90 | 72 | .556 | –    |
| ▲WC              | Pittsburgh Pirates  | 88 | 74 | .543 | 2.0  |
| ▼                | Milwaukee Brewers   | 82 | 80 | .506 | 8.0  |
|                  | Cincinnati Reds     | 76 | 86 | .469 | 14.0 |
|                  | Chicago Cubs        | 73 | 89 | .451 | 17.0 |

| West Division |                      |    |    |      |      |
| PS            | Franchise            | W  | L  | %    | GB   |
| 2             | Los Angeles Dodgers  | 94 | 68 | .556 | –    |
| WC            | San Francisco Giants | 88 | 74 | .543 | 6.0  |
|               | San Diego Padres     | 77 | 85 | .475 | 17.0 |
| ▲             | Colorado Rockies     | 66 | 96 | .407 | 28.0 |
| ▼             | Arizona Diamondbacks | 64 | 98 | .395 | 30.0 |

 Pfeile: ▲ Verbesserung ggü. Juli, ▼ Verschlechterung ggü. August, sonst siehe AL April 

## Postseason
Hauptartikel: NLWC 2014, ALWC 2014, NLDS 2014, ALDS 2014, NLCS 2014, ALCS 2014, World Series 2014

### Modus und Teilnehmer
Ab Anfang Oktober werden die Division Series und anschließend die jeweilige Championship Series ausgespielt. Hierzu treffen zunächst die beiden Wild-Card Gewinner in einem Spiel auf einander. Die drei Division-Sieger und der Gewinner des Wild-Card Spiels treffen in zwei Division-Series Begegnungen im Best-of-Five-Modus aufeinander (ALDS bzw. NLDS = American oder National League Division Series). Anschließend spielen die Sieger der Division-Series-Begegnungen im Best-of-Seven-Verfahren den jeweiligen League-Champion aus (ALCS bzw. NLCS = American oder National League Championship Series).
Die Wild-Card-Sieger spielen gegen den besten Divisionssieger, also die Mannschaft mit den meisten Siegen aus den regulären Saisonspielen. Im Gegensatz zu den Vorjahren kann er auch gegen den Sieger seiner eigenen Division spielen.

### Schema
In der Postseason kam es zu folgenden Ergebnissen:
|  | Wild Card Games | Wild Card Games      | Wild Card Games      |   |                     | League Division Series | League Division Series | League Division Series |  |  | League Championship Series | League Championship Series | League Championship Series |  |  | World Series | World Series | World Series |
|  |                 |                      |                      |   |                     |                        |                        |                        |  |  |                            |                            |                            |  |  |              |              |              |
|  |                 |                      |                      |   |                     | 2                      | Baltimore Orioles      | 3                      |  |  |                            |                            |                            |  |  |              |              |              |
|  |                 |                      |                      |   |                     | 2                      | Baltimore Orioles      | 3                      |  |  |                            |                            |                            |  |  |              |              |              |
|  | 3               | Detroit Tigers       | 0                    |   |                     |                        |                        |                        |  |  |                            |                            |                            |  |  |              |              |              |
|  | 3               | Detroit Tigers       | 0                    | 2 | Baltimore Orioles   | 0                      |                        |                        |  |  |                            |                            |                            |  |  |              |              |              |
|  | American League |                      |                      | 2 | Baltimore Orioles   | 0                      |                        |                        |  |  |                            |                            |                            |  |  |              |              |              |
|  |                 | WC1                  | Kansas City Royals   | 4 |                     |                        |                        |                        |  |  |                            |                            |                            |  |  |              |              |              |
|  |                 |                      |                      |   |                     | 1                      | Los Angeles Angels     | 0                      |  |  |                            |                            |                            |  |  |              |              |              |
|  |                 |                      |                      |   |                     | 1                      | Los Angeles Angels     | 0                      |  |  |                            |                            |                            |  |  |              |              |              |
|  |                 |                      |                      |   |                     | WC1                    | Kansas City Royals     | 3                      |  |  |                            |                            |                            |  |  |              |              |              |
|  | WC1             | Kansas City Royals   | 1                    |   |                     | WC1                    | Kansas City Royals     | 3                      |  |  |                            |                            |                            |  |  |              |              |              |
|  | WC1             | Kansas City Royals   | 1                    |   |                     |                        |                        |                        |  |  |                            |                            |                            |  |  |              |              |              |
|  | WC2             | Oakland Athletics    | 0                    |   |                     | AL                     | Kansas City Royals     | 3                      |  |  |                            |                            |                            |  |  |              |              |              |
|  | WC2             | Oakland Athletics    | 0                    |   |                     | AL                     | Kansas City Royals     | 3                      |  |  |                            |                            |                            |  |  |              |              |              |
|  |                 |                      |                      |   | NL                  | San Francisco Giants   | 4                      |                        |  |  |                            |                            |                            |  |  |              |              |              |
|  |                 |                      |                      |   | NL                  | San Francisco Giants   | 4                      |                        |  |  |                            |                            |                            |  |  |              |              |              |
|  | 2               | Los Angeles Dodgers  | 1                    |   |                     |                        |                        |                        |  |  |                            |                            |                            |  |  |              |              |              |
|  | 2               | Los Angeles Dodgers  | 1                    |   |                     |                        |                        |                        |  |  |                            |                            |                            |  |  |              |              |              |
|  | 3               | St. Louis Cardinals  | 3                    |   |                     |                        |                        |                        |  |  |                            |                            |                            |  |  |              |              |              |
|  | 3               | St. Louis Cardinals  | 3                    | 3 | St. Louis Cardinals | 1                      |                        |                        |  |  |                            |                            |                            |  |  |              |              |              |
|  | National League |                      |                      | 3 | St. Louis Cardinals | 1                      |                        |                        |  |  |                            |                            |                            |  |  |              |              |              |
|  |                 | WC2                  | San Francisco Giants | 4 |                     |                        |                        |                        |  |  |                            |                            |                            |  |  |              |              |              |
|  |                 |                      |                      |   |                     | 1                      | Washington Nationals   | 1                      |  |  |                            |                            |                            |  |  |              |              |              |
|  |                 |                      |                      |   |                     | 1                      | Washington Nationals   | 1                      |  |  |                            |                            |                            |  |  |              |              |              |
|  |                 |                      |                      |   |                     | WC2                    | San Francisco Giants   | 3                      |  |  |                            |                            |                            |  |  |              |              |              |
|  | WC1             | Pittsburgh Pirates   | 0                    |   |                     | WC2                    | San Francisco Giants   | 3                      |  |  |                            |                            |                            |  |  |              |              |              |
|  | WC1             | Pittsburgh Pirates   | 0                    |   |                     |                        |                        |                        |  |  |                            |                            |                            |  |  |              |              |              |
|  | WC2             | San Francisco Giants | 1                    |   |                     |                        |                        |                        |  |  |                            |                            |                            |  |  |              |              |              |
|  | WC2             | San Francisco Giants | 1                    |   |                     |                        |                        |                        |  |  |                            |                            |                            |  |  |              |              |              |

Ergebnisse eintragen

Wild Card Games: ein Spiel; ALDS, NLDS (Division Series): Best-of Five; ALCS, NLCS (Championship Series), World Series: Best-of-Seven

## Spielerstatistik

### Hitting
| American League | American League | American League | American League | National League | National League        | National League | National League |
| Stat            | Player          | Team            | Total           | Stat            | Player                 | Team            | Total           |
| --------------- | --------------- | --------------- | --------------- | --------------- | ---------------------- | --------------- | --------------- |
| AVG             | José Altuve     | HOU             | .341            | AVG             | Justin Morneau         | COL             | .319            |
| HR              | Nelson Cruz     | BAL             | 40              | HR              | Giancarlo Stanton      | MIA             | 37              |
| RBI             | Mike Trout      | LAA             | 111             | RBI             | Adrian Gonzalez        | LAD             | 116             |
| R               | Mike Trout      | LAA             | 115             | R               | Anthony Rendon         | WAS             | 111             |
| H               | José Altuve     | HOU             | 225             | H               | Ben Revere Denard Span | PHI WAS         | 184             |
| SB              | José Altuve     | HOU             | 56              | SB              | Dee Gordon             | LAD             | 64              |

### Pitching
| American League | American League                        | American League | American League | National League | National League                | National League | National League |
| Stat            | Player                                 | Team            | Total           | Stat            | Player                         | Team            | Total           |
| --------------- | -------------------------------------- | --------------- | --------------- | --------------- | ------------------------------ | --------------- | --------------- |
| W               | Corey Kluber Max Scherzer Jered Weaver | CLE DET LAA     | 18              | W               | Clayton Kershaw                | LAD             | 21              |
| L               | Colby Lewis                            | TEX             | 14              | L               | A.J. Burnett                   | PHI             | 18              |
| ERA             | Félix Hernández                        | SEA             | 2.14            | ERA             | Clayton Kershaw                | LAD             | 1.77            |
| K               | David Price                            | DET/TB          | 271             | K               | Johnny Cueto Stephen Strasburg | CIN WAS         | 242             |
| IP              | David Price                            | DET/TB          | 248.1           | IP              | Johnny Cueto                   | CIN             | 243.2           |
| SV              | Fernando Rodney                        | SEA             | 48              | SV              | Craig Kimbrel                  | ATL             | 47              |

## Ehrungen und Auszeichnungen

### Regular Season
| Award                       | American League | National League   |
| --------------------------- | --------------- | ----------------- |
| MLB Most Valuable Player    | Mike Trout      | Clayton Kershaw   |
| Rookie of the Year          | José Abreu      | Jacob deGrom      |
| Cy Young Award              | Corey Kluber    | Clayton Kershaw   |
| Comeback Player of the Year | Chris Young     | Casey McGehee     |
| Hank Aaron Award            | Mike Trout      | Giancarlo Stanton |
| TSN Player of the Year      | Clayton Kershaw | Clayton Kershaw   |

### Spieler des Monats
| Monat     | American League   | National League  |
| --------- | ----------------- | ---------------- |
| April     | José Abreu        | Troy Tulowitzki  |
| Mai       | Edwin Encarnación | Yasiel Puig      |
| Juni      | Mike Trout        | Andrew McCutchen |
| Juli      | José Abreu        | Jayson Werth     |
| August    | Víctor Martínez   | Josh Harrison    |
| September | Miguel Cabrera    | Matt Kemp        |

### Pitcher des Monats
| Monat     | American League | National League   |
| --------- | --------------- | ----------------- |
| April     | Sonny Gray      | José Fernández    |
| Mai       | Masahiro Tanaka | Madison Bumgarner |
| Juni      | Félix Hernández | Clayton Kershaw   |
| Juli      | Sonny Gray      | Clayton Kershaw   |
| August    | Matt Shoemaker  | Madison Bumgarner |
| September | Corey Kluber    | Adam Wainwright   |

### Rookie des Monats
| Monat     | American League | National League |
| --------- | --------------- | --------------- |
| April     | José Abreu      | Chris Owings    |
| Mai       | George Springer | Kolten Wong     |
| Juni      | José Abreu      | Billy Hamilton  |
| Juli      | José Abreu      | Jacob deGrom    |
| August    | Matt Shoemaker  | Kyle Hendricks  |
| September | Collin McHugh   | Jacob deGrom    |